# Chris Claybrooks
Chris Claybrooks (Nashville, Tennessee, 17 de julio de 1997) es un jugador profesional estadounidense de fútbol americano que se desempeña en la posición de cornerback en Jacksonville Jaguars, equipo de la National Football League (NFL).

## Carrera
Fue seleccionado en la séptima ronda en la Reunión Anual de Selección de Jugadores de la NFL de 2020. Hizo su debut profesional con el equipo Jacksonville Jaguars, donde lleva jugando cuatro temporadas.